# Lucas Glover
Lucas Glover, né le 12 novembre 1979 à Greenville, est un golfeur américain.